# Rejon kałanczacki
Rejon kałanczacki – dawna jednostka administracyjna Ukrainy, w składzie obwodu chersońskiego. Siedzibą władz był Kałanczak.
Zlikwidowany podczas reformy podziału terytorialnego 17 lipca 2020 roku, wszedł w skład rejonu skadowskiego.